# USS United States (CVA-58)
La USS United States (CVA-58) avrebbe dovuto essere la prima di una nuova classe di portaerei con funzioni di attacco nucleare nella complessa situazione strategica dei primi anni della Guerra Fredda. Progettata per alcuni anni, fino alla posa della chiglia nel 1949, sarebbe stata la prima superportaerei della storia con una lunghezza di 332 metri e un dislocamento di 65.000 tonnellate.
Si trattava di un design radicalmente nuovo che comprendeva soluzioni innovative quali un'isola retrattile, elevatori esterni e moderne catapulte a vapore. Venne impostata il 18 aprile 1949 ma la neonata US Air Force non vide di buon occhio il tentativo della US Navy di offrire una deterrenza nucleare alternativa a quello dei costosissimi bombardieri intercontinentali Convair B-36 e riuscì ad ottenere già il 23 aprile 1949 la cancellazione della nave. Questo contrasto condusse alla famosa "rivolta degli ammiragli" e a una fase di ostilità tra i due corpi. Tuttavia già nel 1950 anche le portaerei della US Navy iniziarono a trasportare bombe nucleari, e solo pochi anni dopo il progetto della USS United States venne ripreso e diede vita alla Forrestal CVA-59, capostipite dell'omonima classe, e alle successive moderne superportaerei della US Navy. La componente aerea sarebbe stata formata da caccia McDonnell FH-1 Phantom e bombardieri P2V-3C Neptune (versione navalizzata dei P2V).